# COPS5
La subunidad 5 del homólogo fotomorfogénico constitutivo COP9, también conocido como COPS5 o Csn5, es un gen conservado entre humanos y la levadura Saccharomyces cerevisiae.
La proteína COPS5 es una de las ocho subunidades del signalosoma COP9, un complejo proteico altamente conservado que actúa como un importante regulador en numerosas rutas de señalización celular. La estructura y función del signalosoma COP9 es similar a la que posee la partícula reguladora 19S del proteasoma 26S. COP9 ha demostrado su interacción con la ubiquitina ligasa SCF tipo E3 y actúa como un regulador positivo de las ubiquitina ligasas E3. COPS5 está implicada en la degradación del inhibidor de Cdks CDKN1B/p27Kip1. También ha demostrado ser un coactivador que incrementa la especificidad de los factores de transcripción JUN/AP-1.

## Interacciones
La proteína COPS5 ha demostrado ser capaz de interaccionar con:
- MIF[2]
- GFER[3]
- BCL3[4]
- UCHL1[5]
- S100A7[6]
- c-Jun[7]